# Raimund Montecuccoli
Raimondo, hrabě z Montecuccoli (italská výslovnost [raiˈmondo monteˈkukkoli]; (21. února 1609, Modena – 16. října 1680, Linec) byl italský šlechtic z rodu Montecuccoli, profesionální voják, kondotiér, působil ve službách habsburské monarchie. Měl titul knížete Svaté říše římské a vévody z Melfi v Neapolském království. Montecuccoli byl považován za jediného velitele, jehož schopnosti se vyrovnaly francouzskému generálovi Henrimu Turennovi (1611–1675), a stejně jako on byl úzce spojen s vývojem lineární taktiky pěchoty po roce 1648. V 17. a 18. století bránil habsburskou říši před Turky a Francouzi, potlačoval povstání v Uhersku a Itálii.

## Počátky vojenské služba
Montecuccoli se narodil 21. února 1609 v Castello di Montecuccolo v Pavullo nel Frignano, nedaleko Modeny. V 16 letech mu jeho strýc hrabě Ernesto Montecuccoli (1582 – 17. června 1633), který byl generálem ve službách Svaté říše římské během třicetileté války, nabídl vstup do císařské armády na pozici mušketýra. O čtyři roky později se po aktivní službě v Německu a Nizozemsku stal Raimondo kapitánem pěchoty. Byl vážně zraněn při útoku na Neubrandenburg a znovu ve stejném roce (1631) při první bitvě u Breitenfeldu, kde padl do rukou Švédů. V roce 1632 byl znovu zraněn v Lützenu a po svém zotavení se stal velitelem u strýcova pluku. Krátce nato byl jmenován podplukovníkem kavalérie. Vyznamenal se v první bitvě u Nördlingenu (1634) a při útoku na Kaiserslautern. V následujícím roce získal hodnost plukovníka.
Bojoval v Pomořansku, Čechách a Sasku (překvapení Wolmirstadtu, bitvy u Wittstocku a Chemnitzu). V roce 1639 byl po porážce v bitvě u Lobkovic uvězněn na Mělníku a dva a půl roku zadržován ve Štětíně a Výmaru. V zajetí studoval vojenskou vědu, Eukleidovu geometrii, historii Tacita a architekturu podle Vitruvia a přitom plánoval svou budoucí kariéru válečníka.

## Montecuccoli v hodnosti důstojníka
V roce 1642 se vrátil do Itálie a přikázal svým žoldákům být loajálním k vévodovi jeho rodné Modeny během první války o Castro (viz Pamphiliové, část Války o Castro). V okamžiku, kdy konflikt dospěl do patové situace, Montecuccoli svou účast na boji ukončil. Jeho zapojení, byť pochopitelné vzhledem k jeho věrnosti Modeně, bylo nicméně neobvyklé v tom, že ho jeho služba postavila proti papežským silám papeže Urbana VIII.

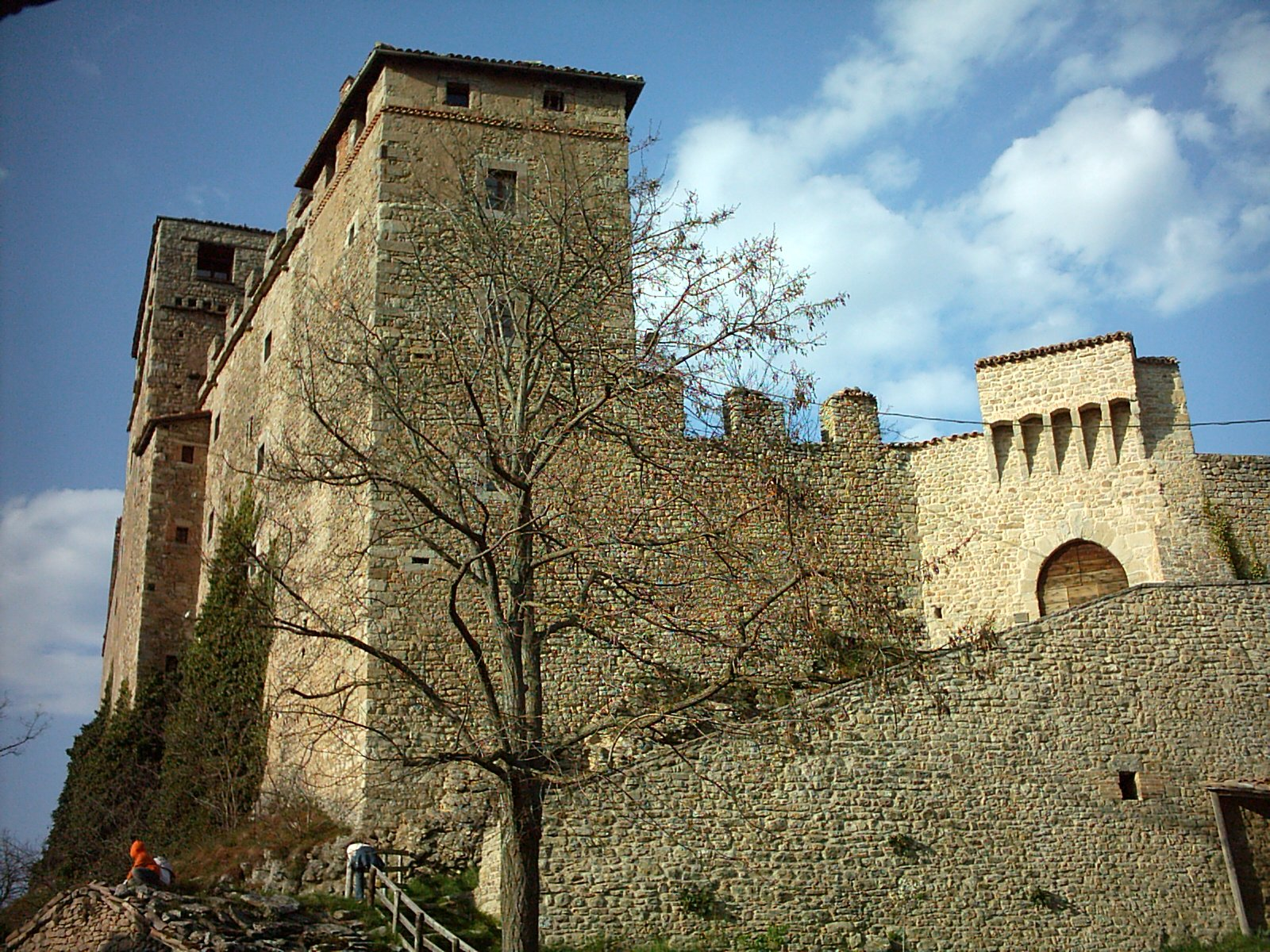
Hrad Montecuccoli v Modeně

V roce 1643 byl povýšen do hodnosti polního maršála a získal místo ve válečné radě. V letech 1645–46 sloužil v Maďarsku proti sedmihradskému knížeti Jiřímu II. Rákóczimu (1648–1660) na Dunaji, a u Neckaru proti Francii, ve Slezsku a v Čechách proti Švédům, kde byl 2. října poražen Arvidem Wittenbergem v bitvě u Dvora Králové. Roku 1647 byl jedním z velitelů císařského vojska v bitvě u Třebele. Vítězství u Triebelu ve Slezsku mu získalo hodnost generál kavalerie a v bitvě u Zusmarshausenu v roce 1648 jeho tvrdohlavý boj zachránil císařství před zničením. Několik let poté co byl uzavřen Vestfálský mír se Montecuccoli zabýval hlavně prací ve válečně radě. Odcestoval do Vlámska a Anglie jako zástupce císaře a do Švédska odcestoval jako papežský vyslanec ke královně Kristýně. V Modeně zvítězil ve velkém turnaji.
V roce 1657, brzy po uzavření manželství s hraběnkou Markétou z Ditrichšteina, byl pozván císařem účastnit se habsburského válečného tažení (na základě dohody mezi polským králem a císařem) proti Švédům, vedeným králem Karlem X. Gustavem. Švédské vojsko ohrožující Polsko spojilo své síly s princem Rákoczym a kozáckým atamanem Bohdanem Chmelnickým, zvaným také hejtman Cossack, který již v roce 1655 zaútočil na Polské království ve válce známé v Polsku jako druhá severní válka (1655–1660). Během konfliktu byl Raimondo povýšen na velícího důstojníka divize.
Stal se polním maršálem v císařské armádě a jeho divize se spolu s divizí Stefana Czarnieckiho, armádou Fridricha Viléma I. Braniborského a dánskými silami účastnila boje v Dánsku proti rozpínajícím se Švédům. Nakonec válka skončila mírem uzavřeným v městě Oliwa v roce 1660 a Montecuccoli se vrátil ke svému panovníkovi. V letech 1661–1664 Montecuccoli v čele armády křesťanské aliance bránil Rakousko proti Turkům. V bitvě u opatství Sv. Gottharda u řeky Ráby pomohl porazit Osmany přestože bojoval proti turecké přesile. Jeho vítězství bylo tak výrazné, že Osmané podepsali dvacetileté příměří. Po tomto vítězství Montecuccoli obdržel Řád zlatého rouna, stal se prezidentem válečné rady a byl povýšen do hodnosti generálporučíka, což v té době byla nejvyšší možná vojenská hodnost. Také věnoval mnoho času sestavování prací o vojenské historii a vojenské vědě. V roce 1672 vypukla francouzsko-nizozemská válka. Mentecuccoli varoval před vznikajícím konfliktem. Po vypuknutí války dostal příkaz velet císařským silám a pomoci Nizozemsku, které ohrožoval postup francouzských zbraní pod velením Ludvíka XIV. V roce 1673 svou úspěšnou vojenskou taktikou zvitězil nad svým dlouholetým rivalem francouzským maršálem Henrim de La Tour d'Auvergne de Turennem v bitvě u Neckaru a Rýna, oblehl Bonn a připojil se se svou armádou k armádě Viléma III. prince Oranžského na dolním toku Rýna.
V roce 1674 odešel z armády. Ale ne nadlouho. Brilantní úspěchy francouzského maršála Turennea v zimě 1674 a 1675 jej přivedly do armády zpět. Po celé měsíce dva slavní velitelé manévrovali proti sobě v údolí Rýna, ale v předvečer rozhodné bitvy byl Turenne zabit a Montecuccoli okamžitě napadl Alsasko, kde se zapojil do další manévrovací války s Ludvíkem II. Bourbonským, zvaným Grand Condé. Vítězství u města Philipsburgu v Bádensko-Württembersku bylo Montecuccoliho posledním válečným úspěchem.

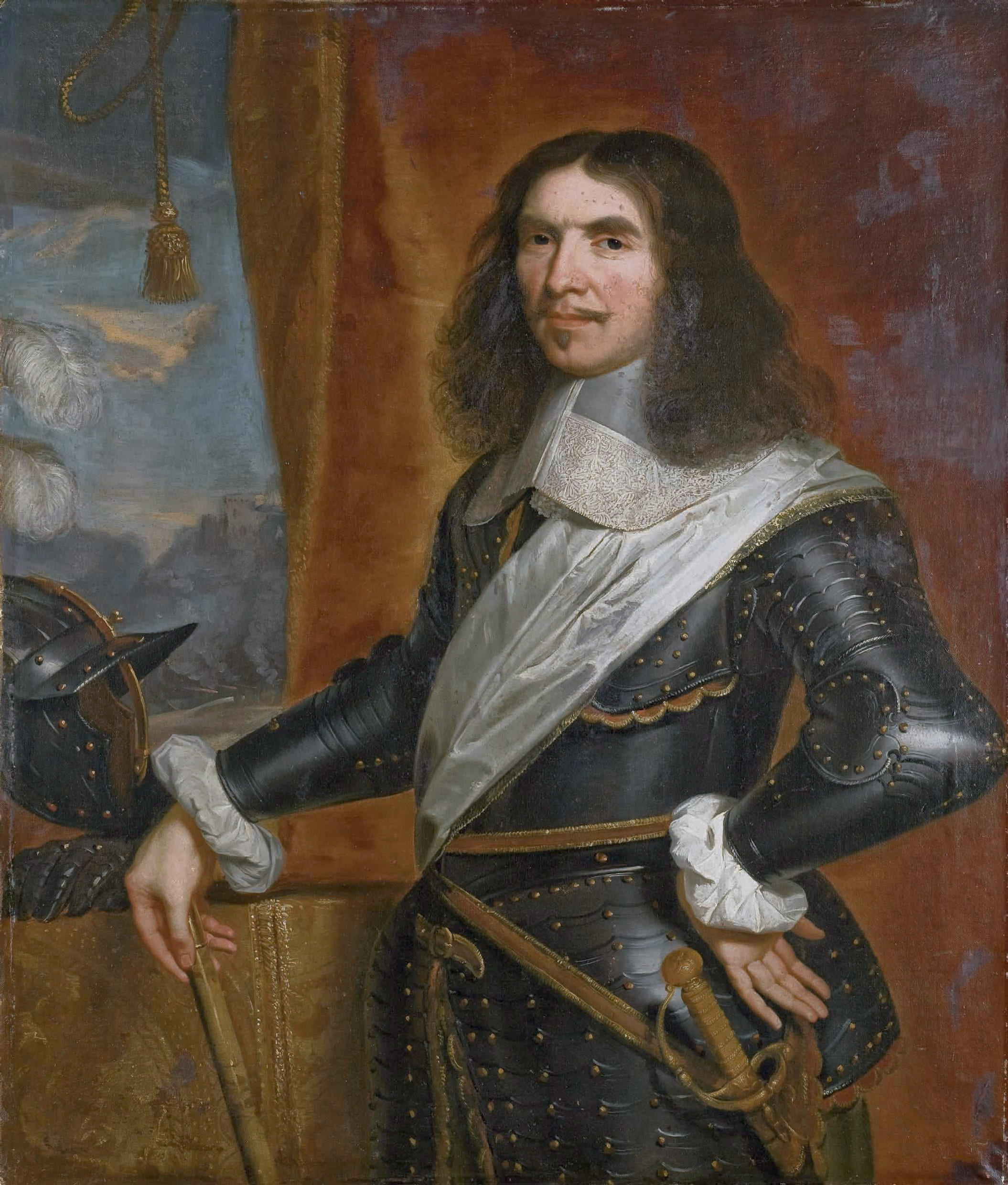
Francouzský vojevůdce Henri de la Tour d'Auvergne, Vicomte de Turenne, (1611-1675), Adam Frans van der Meulen

Zbytek života Montecuccoli strávil ve vojenské správě a věnoval se ve Vídní literární a vědecké práci. V roce 1679 mu císař udělil titul Říšský princ a brzy poté přijal vévodství Melfi a titul vévody od španělského krále. Po smrti jediného syna Leopolda Philipa Montecuccoli v roce 1698 knížectví sice zaniklo, ale hraběcí titul přešel na jeho dvě dcery, čímž se rodina rozdělila na dvě větve, rakouskou a italskou v Modeně. Montecuccoli zemřel při nehodě v Linci v říjnu 1680. Byl mu byl vystrojen slavný pohřeb. V chrámu bylo vztyčeno castrum doloris a zazněla veršovaná oslavná óda, která vyšla také jako samostatný tisk. Roku 1684 byla ve vídeňském Arsenalu vztyčena socha hraběte Raimunda Mintecuccoli z bílého mramoru.

## Význam

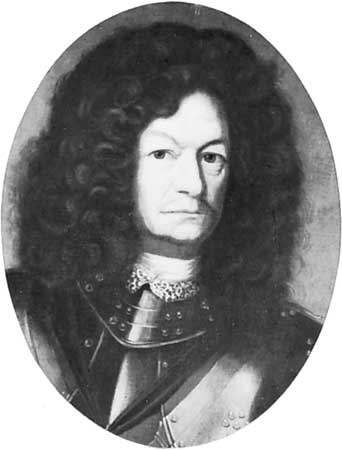
Hrabě Raimondo Montecuccoli, 1670

Svým významem se Montecuccoli dělil s Turennem a Princem Condé o přední místo mezi evropskými vojevůdci své doby. Pro svůj úspěch v zastavení tureckého postupu byl zván spasitelem Evropy. Byl také úspěšný vojenský teoretik, možná jeho nejslavnější citát byl: “Pro válku potřebujete tři věci: 1. Peníze. 2. Peníze. 3. Peníze.” Jeho práce Memorie della guerra hluboce ovlivnila jeho následníky.
Montecuccoli, kterému se v mistrovském vedení války v 17. století nikdo nevyrovnal, vynikal v umění opevnění a obléhání, útoku a ústupu, narušování bojových linií nepřítele. Při prosazování vzniku stálých armád jasně předvídal budoucí trendy ve vojenské strategii.

### Reformy
Raimondo Montecuccoli tvrdě prosazoval stálou armádu, kterou jedinou považoval za záruku bezpečnosti oproti jednotkám žoldnéřů najímaných často "ad hoc". Usiloval o pravidelný plat pro vojáky a možnost jejich ubytování. Díky němu se pravidelné vojsko stalo základem habsburské armády. Raimondo se věnoval změnám nejenom organizačním, ale i taktickým. Pro jízdní vojsko zavedl jako základní jednotku eskadru, mušketýrům vyměnil doutnákové muškety za křesadlové. Dělostřelectvo se pod jeho velením stalo stálou složkou armády, kanony sjednotil podle standardů, čímž ukončil neustálé zmatky s jejich různými rážemi. Usiloval o redukování počtu pikenýrů, nakonec, po jeho smrti, byli z armády zcela vyloučeni. Tak dosáhl zcela nové kvality mobility, nezbytné pro rychlé přesuny v bitvách proti Francii či Turkům. Měl v úmyslu standardizovat také pěchotu, ale k tomu došlo až později. Své vojenské reformy prováděl v nelehké situaci. Jeho armáda byla zejména oproti francouzské zaostalá nejen organizačně a technologicky, ale i početně. Navíc musel řešit i rivalitu ve vojenských a politických kruzích, zčásti způsobenou různými kamarádskými kšefty či finančními podvody, a také zásahy nekompetentních politiků do jmenování či povyšování důstojníků. Reorganizace a modernizace armády byla tedy pro něho vysoce náročná. O to více uznání si Montecuccoli zaslouží za to, do jakého skvělého stavu dokázal armádu přivést.

### Válka pohledem akademika
Raimondo Montecuccoli byl velmi vzdělaný a jazykově vybavený. Zajímal se především o matematiku, hlavně o geometrii. Citoval z prací filosofů, fyziků, chemiků, či mediků. V jeho dílech se objevují citáty autorů zvučných jmen: Niccolò Machiavelli, Francis Bacon, Justus Lipsius, Cicero, Hugo Grotius či Jan Ámos Komenský. Zajímal se i o alchymii, přírodní magii, okultismus. V tom mu napomáhala jeho znalost jazyků. Všechny tyto vědomosti zužitkoval v pozdějších letech při zkoumání války z vědeckého hlediska. Napsal tři obsáhlé publikace, ve kterých se věnoval teoretickým a praktickým záležitostem vedení boje. O jeho mimořádných znalostech svědčí i fakt, že žádná z jeho prací nevyšla za jeho života a díla byla utajována – pravděpodobně úmyslně – jako státní tajemství. Byla vydána až počátkem 18. století a u vojenských teoretiků došla velkého uznání. Montecuccoli o válce přemýšlel jako o systému. Nejprve válku rozložil na jednotlivé komponenty a zkoumal jejich vzájemné působení. Analyzoval politické příčiny a spojenecké vztahy. Poté se zabýval strategií, logistikou a taktikou. A právě v těchto fázích využil svých znalostí matematiky, neboť obléhání a přesuny armády se daly zkoumat i z pohledu geometrie. Nakonec uvažoval o tom, jak z války vytěžit pozitivní mír, což podle něho je vždy účelem války. Jeho knihy byly postupně přeloženy do mnoha evropských jazyků a setkaly se z pozitivním přijetím a širokým zájmem.

## Křižník Raimondo Montecuccoli
V roce 1931 zahájilo italské námořnictvo stavbu křižníku Raimondo Montecuccoli, 2. srpna 1934 byla loď spuštěna na vodu a 30. června 1935 byla uvedena do služby.